# Franco Petroli
Franco Petroli (Avellaneda, 11 de junio de 1998) es un futbolista argentino. Se desempeña como arquero y su equipo actual es Godoy Cruz de la Primera División de Argentina.

## Trayectoria

### River Plate
Realizó todas las divisiones inferiores en River Plate en las que estuvo desde los 10 años. En 2013 se coronó campeón de la Copa Campeonato de Octava División.
En enero de 2018 es citado por Marcelo Gallardo para la pretemporada en Estados Unidos. Fue varias veces convocado sin haber podido debutar oficialmente.
Su debut no oficial fue el 22 de diciembre del 2022 en un amistoso contra Unión La Calera disputando todo el primer tiempo, luego fue reemplazado por Ezequiel Centurión en el primer partido de Martín Demichelis como D.T. de River.

### Estudiantes de Río Cuarto
El 5 de junio del 2023 fue cedido por seis meses al club cordobés, sin cargo y sin opción de compra.

### Godoy Cruz
El 4 de enero del 2024 fue fichado por el club mendocino.

## Selección nacional

### Selección Argentina Sub-15
En agosto de 2013 fue convocado por el técnico Miguel Ángel Lemme para disputar la Copa de Naciones Sub-15 llevada a cabo en México. Logró el primer lugar con la selección, recibiendo solo un gol en contra y siendo elegido como mejor arquero del torneo.
En noviembre de 2013 formó parte de la Selección Argentina Sub-15, disputando el Campeonato Sudamericano Sub-15 de 2013 en Bolivia, logrando el tercer puesto.

#### Detalle
| \| N.º \| Fecha \| Estadio \| Local \| Resultado \| Visitante \| Goles \| Asist. \| Competición \| \| ----- \| ---------- \| ---------------------------------------------------- \| --------- \| --------- \| --------- \| ----- \| ------ \| ------------------------------ \| \| 1 \| 12-08-2013 \| CECAP, México, D. F., México \| Argentina \| 5-0 \| Cuba \| \| \| Copa México de Naciones Sub-15 \| \| 2 \| 14-08-2013 \| CECAP, México, D. F., México \| Chile \| 1(3)-1(4) \| Argentina \| \| \| Copa México de Naciones Sub-15 \| \| 3 \| 16-08-2013 \| CECAP, México, D. F., México \| Paraguay \| 0-2 \| Argentina \| \| \| Copa México de Naciones Sub-15 \| \| 4 \| 18-08-2013 \| Estadio Azteca, México, D. F., México \| Uruguay \| 0-1 \| Argentina \| \| \| Copa México de Naciones Sub-15 \| \| 5 \| 16-11-2013 \| Estadio IV Centenario, Tarija, Bolivia \| Argentina \| 2-1 \| Ecuador \| \| \| Sudamericano Sub-15 \| \| 6 \| 18-11-2013 \| Estadio IV Centenario, Tarija, Bolivia \| Bolivia \| 1-2 \| Argentina \| \| \| Sudamericano Sub-15 \| \| 7 \| 22-11-2013 \| Estadio IV Centenario, Tarija, Bolivia \| Argentina \| 3-1 \| Paraguay \| \| \| Sudamericano Sub-15 \| \| 8 \| 24-11-2013 \| Estadio IV Centenario, Tarija, Bolivia \| Argentina \| 4-4 \| Perú \| \| \| Sudamericano Sub-15 \| \| 9 \| 28-11-2013 \| Estadio Ramón Tahuichi Aguilera, Santa Cruz, Bolivia \| Colombia \| 2-0 \| Argentina \| \| \| Sudamericano Sub-15 \| \| 10 \| 30-11-2013 \| Estadio Ramón Tahuichi Aguilera, Santa Cruz, Bolivia \| Chile \| 1-2 \| Argentina \| \| \| Sudamericano Sub-15 \| \| Total \| \| Presencias \| 10 \| \| Goles \| 0 \| 0 \| \| |            |                                                      |           |           |           |       |        |                                |
| N.º | Fecha      | Estadio                                              | Local     | Resultado | Visitante | Goles | Asist. | Competición                    |
| 1 | 12-08-2013 | CECAP, México, D. F., México                         | Argentina | 5-0       | Cuba      |       |        | Copa México de Naciones Sub-15 |
| 2 | 14-08-2013 | CECAP, México, D. F., México                         | Chile     | 1(3)-1(4) | Argentina |       |        | Copa México de Naciones Sub-15 |
| 3 | 16-08-2013 | CECAP, México, D. F., México                         | Paraguay  | 0-2       | Argentina |       |        | Copa México de Naciones Sub-15 |
| 4 | 18-08-2013 | Estadio Azteca, México, D. F., México                | Uruguay   | 0-1       | Argentina |       |        | Copa México de Naciones Sub-15 |
| 5 | 16-11-2013 | Estadio IV Centenario, Tarija, Bolivia               | Argentina | 2-1       | Ecuador   |       |        | Sudamericano Sub-15            |
| 6 | 18-11-2013 | Estadio IV Centenario, Tarija, Bolivia               | Bolivia   | 1-2       | Argentina |       |        | Sudamericano Sub-15            |
| 7 | 22-11-2013 | Estadio IV Centenario, Tarija, Bolivia               | Argentina | 3-1       | Paraguay  |       |        | Sudamericano Sub-15            |
| 8 | 24-11-2013 | Estadio IV Centenario, Tarija, Bolivia               | Argentina | 4-4       | Perú      |       |        | Sudamericano Sub-15            |
| 9 | 28-11-2013 | Estadio Ramón Tahuichi Aguilera, Santa Cruz, Bolivia | Colombia  | 2-0       | Argentina |       |        | Sudamericano Sub-15            |
| 10 | 30-11-2013 | Estadio Ramón Tahuichi Aguilera, Santa Cruz, Bolivia | Chile     | 1-2       | Argentina |       |        | Sudamericano Sub-15            |
| Total |            | Presencias                                           | 10        |           | Goles     | 0     | 0      |                                |

No incluye partidos amistosos.

### Selección Argentina Sub-17
El 1 de marzo  de 2014 estuvo entre los 18 convocados por el técnico Miguel Ángel Lemme para disputar el Torneo masculino de fútbol en los Juegos Suramericanos de 2014 con la Sub-17 en el cual ganó la medalla de plata.
El 25 de enero de 2015, Miguel Ángel Lemme incluyó a Franco Petroli en la Preselección Sub-17 de 31 jugadores para disputar el Campeonato Sudamericano Sub-17 a disputarse en Paraguay, de esta nómina quedarán 22 jugadores. Los jugadores se entrenarán de cara al certamen a partir del 26 de enero.
El 20 de febrero de 2015, Miguel Ángel Lemme, director técnico de la Selección Argentina Sub-17, entregó una lista con los 22 futbolistas en el cual fue convocado para que comenzara a entrenarse de cara al Campeonato Sudamericano Sub-17 de la categoría que se disputará a partir de marzo en Paraguay.

#### Detalle
| \| N.º \| Fecha \| Estadio \| Local \| Resultado \| Visitante \| Goles \| Asist. \| Competición \| \| ----- \| ---------- \| ----------------------------------------------------- \| --------- \| --------- \| --------- \| ----- \| ------ \| -------------------- \| \| 1 \| 11-03-2014 \| Estadio Bicentenario Municipal, Santiago, Chile \| Argentina \| 5-2 \| Perú \| \| \| Juegos Suramericanos \| \| 2 \| 13-03-2014 \| Estadio Bicentenario Municipal, Santiago, Chile \| Colombia \| 1-2 \| Argentina \| \| \| Juegos Suramericanos \| \| 3 \| 15-03-2014 \| Estadio Bicentenario Municipal, Santiago, Chile \| Argentina \| 1-0 \| Ecuador \| \| \| Juegos Suramericanos \| \| 4 \| 17-03-2014 \| Estadio Bicentenario Municipal, Santiago, Chile \| Argentina \| 1-2 \| Colombia \| \| \| Juegos Suramericanos \| \| 5 \| 06-03-2015 \| Estadio Dr. Nicolás Leoz, Asunción, Paraguay \| Argentina \| 1-2 \| Ecuador \| \| \| Sudamericano Sub-17 \| \| 6 \| 08-03-2015 \| Estadio Feliciano Cáceres, Luque, Paraguay \| Uruguay \| 2-1 \| Argentina \| \| \| Sudamericano Sub-17 \| \| 7 \| 10-03-2015 \| Estadio Feliciano Cáceres, Luque, Paraguay \| Argentina \| 4-1 \| Bolivia \| \| \| Sudamericano Sub-17 \| \| 8 \| 14-03-2015 \| Estadio Lic. Erico Galeano Segovia, Capiatá, Paraguay \| Argentina \| 1-0 \| Chile \| \| \| Sudamericano Sub-17 \| \| 9 \| 17-03-2015 \| Estadio Feliciano Cáceres, Luque, Paraguay \| Brasil \| 0-1 \| Argentina \| \| \| Sudamericano Sub-17 \| \| 10 \| 20-03-2015 \| Estadio Dr. Nicolás Leoz, Asunción, Paraguay \| Paraguay \| 1-4 \| Argentina \| \| \| Sudamericano Sub-17 \| \| 11 \| 23-03-2015 \| Estadio Lic. Erico Galeano Segovia, Capiatá, Paraguay \| Colombia \| 1-1 \| Argentina \| \| \| Sudamericano Sub-17 \| \| Total \| \| Presencias \| 11 \| \| Goles \| 0 \| 0 \| \| |            |                                                       |           |           |           |       |        |                      |
| N.º | Fecha      | Estadio                                               | Local     | Resultado | Visitante | Goles | Asist. | Competición          |
| 1 | 11-03-2014 | Estadio Bicentenario Municipal, Santiago, Chile       | Argentina | 5-2       | Perú      |       |        | Juegos Suramericanos |
| 2 | 13-03-2014 | Estadio Bicentenario Municipal, Santiago, Chile       | Colombia  | 1-2       | Argentina |       |        | Juegos Suramericanos |
| 3 | 15-03-2014 | Estadio Bicentenario Municipal, Santiago, Chile       | Argentina | 1-0       | Ecuador   |       |        | Juegos Suramericanos |
| 4 | 17-03-2014 | Estadio Bicentenario Municipal, Santiago, Chile       | Argentina | 1-2       | Colombia  |       |        | Juegos Suramericanos |
| 5 | 06-03-2015 | Estadio Dr. Nicolás Leoz, Asunción, Paraguay          | Argentina | 1-2       | Ecuador   |       |        | Sudamericano Sub-17  |
| 6 | 08-03-2015 | Estadio Feliciano Cáceres, Luque, Paraguay            | Uruguay   | 2-1       | Argentina |       |        | Sudamericano Sub-17  |
| 7 | 10-03-2015 | Estadio Feliciano Cáceres, Luque, Paraguay            | Argentina | 4-1       | Bolivia   |       |        | Sudamericano Sub-17  |
| 8 | 14-03-2015 | Estadio Lic. Erico Galeano Segovia, Capiatá, Paraguay | Argentina | 1-0       | Chile     |       |        | Sudamericano Sub-17  |
| 9 | 17-03-2015 | Estadio Feliciano Cáceres, Luque, Paraguay            | Brasil    | 0-1       | Argentina |       |        | Sudamericano Sub-17  |
| 10 | 20-03-2015 | Estadio Dr. Nicolás Leoz, Asunción, Paraguay          | Paraguay  | 1-4       | Argentina |       |        | Sudamericano Sub-17  |
| 11 | 23-03-2015 | Estadio Lic. Erico Galeano Segovia, Capiatá, Paraguay | Colombia  | 1-1       | Argentina |       |        | Sudamericano Sub-17  |
| Total |            | Presencias                                            | 11        |           | Goles     | 0     | 0      |                      |

No incluye partidos amistosos.

## Estadistícas

### Clubes
| Club | Div.          | Temporada     | Liga | Liga | Liga | Copas Nacionales (1) | Copas Nacionales (1) | Copas Nacionales (1) | Copas Internacionales (2) | Copas Internacionales (2) | Copas Internacionales (2) | Total | Total | Total |
| Club | Div.          | Temporada     | PJ   | GR   | VI   | PJ                   | GR                   | VI                   | PJ                        | GR                        | VI                        | PJ    | GR    | VI    |
| --- | ------------- | ------------- | ---- | ---- | ---- | -------------------- | -------------------- | -------------------- | ------------------------- | ------------------------- | ------------------------- | ----- | ----- | ----- |
| Estudiantes (RC) Argentina | 2.ª           | 2023          | 23   | 12   | 13   | 2                    | 0                    | 2                    | 0                         | 0                         | 0                         | 25    | 12    | 15    |
| Estudiantes (RC) Argentina | Total club    | Total club    | 23   | 12   | 13   | 2                    | 0                    | 2                    | 0                         | 0                         | 0                         | 25    | 12    | 15    |
| Godoy Cruz Argentina | 1.ª           | 2024          | 26   | 27   | 7    | 14                   | 6                    | 9                    | 2                         | 1                         | 1                         | 42    | 34    | 17    |
| Godoy Cruz Argentina | 1.ª           | 2025          | 21   | 25   | 9    | 1                    | 1                    | 0                    | 7                         | 7                         | 3                         | 29    | 33    | 12    |
| Godoy Cruz Argentina | Total club    | Total club    | 47   | 52   | 16   | 15                   | 7                    | 9                    | 9                         | 8                         | 4                         | 71    | 67    | 29    |
| Total carrera | Total carrera | Total carrera | 70   | 64   | 29   | 17                   | 7                    | 11                   | 9                         | 8                         | 4                         | 96    | 79    | 44    |
| (1) Las copas nacionales se refiere a la Copa Argentina y la Copa de la Liga Profesional. (2) Las copas internacionales se refiere a la Copa Libertadores y la Copa Sudamericana. (3) Media de goles por encuentro. No incluye goles en partidos amistosos. |               |               |      |      |      |                      |                      |                      |                           |                           |                           |       |       |       |

### Selecciones
Actualizado el 17 de enero de 2018.

| Selección        | Año           | Amistoso | Amistoso | Eliminatorias | Eliminatorias | Mundial | Mundial | Copa América | Copa América | Juegos Olímpicos | Juegos Olímpicos | Copa México de Naciones | Copa México de Naciones | Juegos Suramericanos | Juegos Suramericanos | Total | Total |
| Selección        | Año           | PJ       | GR       | PJ            | GR            | PJ      | GR      | PJ           | GR           | PJ               | GR               | PJ                      | GR                      | PJ                   | GR                   | PJ    | GR    |
| ---------------- | ------------- | -------- | -------- | ------------- | ------------- | ------- | ------- | ------------ | ------------ | ---------------- | ---------------- | ----------------------- | ----------------------- | -------------------- | -------------------- | ----- | ----- |
| Argentina Sub-15 | 2013          | 0        | 0        | -             | -             | -       | -       | 6            | 10           | -                | -                | 4                       | 1                       | -                    | -                    | 10    | 11    |
| Argentina Sub-15 | Total         | 0        | 0        | -             | -             | -       | -       | 6            | 10           | -                | -                | 4                       | 1                       | -                    | -                    | 10    | 11    |
| Argentina Sub-17 | 2014          | 0        | 0        | -             | -             | -       | -       | -            | -            | -                | -                | -                       | -                       | 4                    | 5                    | 4     | 5     |
| Argentina Sub-17 | 2015          | 0        | 0        | -             | -             | -       | -       | 8            | 9            | 0                | 0                | 0                       | 0                       | 0                    | 0                    | 8     | 9     |
| Argentina Sub-17 | Total         | 0        | 0        | -             | -             | -       | -       | 8            | 9            | 0                | 0                | 4                       | 1                       | 4                    | 5                    | 12    | 14    |
| Total carrera    | Total carrera | 0        | 0        | -             | -             | -       | -       | 14           | 19           | 0                | 0                | 4                       | 1                       | 4                    | 5                    | 22    | 25    |

#### Participaciones con la selección
| N.º | Torneo                                 | Sede     | Resultado     |
| --- | -------------------------------------- | -------- | ------------- |
| 1   | Copa México de Naciones Sub-15 de 2013 | México   | Campeón       |
| 2   | Sudamericano Sub-15 2013               | Bolivia  | Tercer lugar  |
| 3   | Juegos Suramericanos Sub-17 de 2014    | Chile    | Segundo lugar |
| 4   | Sudamericano Sub-17 2015               | Paraguay | Segundo lugar |
| 5   | Sudamericano Sub-20 2017               | Ecuador  | Cuarto lugar  |

## Palmarés

### Campeonatos nacionales
| Título           | Equipo      | País      | Año  |
| ---------------- | ----------- | --------- | ---- |
| Primera División | River Plate | Argentina | 2021 |

### Campeonatos internacionales
| Título                         | Equipo                     | Sede   | Año  |
| ------------------------------ | -------------------------- | ------ | ---- |
| Copa México de Naciones Sub-15 | Selección Argentina sub-17 | México | 2013 |

### Distinciones individuales
| Distinción                                           | Año  |
| ---------------------------------------------------- | ---- |
| Mejor Portero Copa México de Naciones Sub-15 de 2013 | 2013 |